# نصف‌النهار ۴۵ درجه شرقی
نصف‌النهار ۴۵ درجه شرقی ۴۵مین نصف‌النهار شرقی از گرینویچ است که از لحاظ زمانی ۳ساعت و ۰دقیقه با گرینویچ اختلاف زمانی دارد.
این نصف‌النهار از قطب شمال شروع و از مناطق زیر گذشته و به قطب جنوب ختم می‌شود.
- قاره آفریقا
- روسیه
- اقیانوس هند